# 韦瓦
韦瓦，是西班牙卡斯蒂利亚-拉曼恰瓜达拉哈拉省的一个市镇。总面积32平方公里，总人口134人（2001年），人口密度4人/平方公里。